# ジョン・ジョーンズ
ジョン・ジョーンズ（Jon Jones、1987年7月19日 - ）は、アメリカ合衆国の男性元総合格闘家。ニューヨーク州ロチェスター出身。ジャクソンズMMA・アコマ/ファイト・レディー所属。元UFC世界ヘビー級王者。元UFC世界ライトヘビー級王者。UFC史上8人目の2階級制覇王者。

## 概要
プロデビューからわずか3年、UFC史上最年少記録の23歳8か月でUFC世界王座獲得に成功した。関係者やファンからは「総合格闘技史上最も才能を持つファイター」と呼ばれることが多く、総合格闘技における「パウンド・フォー・パウンド最強」と称される。ライトヘビー級において圧倒的な強さと実績を持ち、7人の歴代UFC世界ライトヘビー級王者（マウリシオ・ショーグン、クイントン・"ランペイジ"・ジャクソン、リョート・マチダ、ラシャド・エヴァンス、ビクトー・ベウフォート、グローバー・テイシェイラ、ダニエル・コーミエ）から勝利を収めている。キャリアの中で唯一1敗を喫しているが、これはルールで禁止されている垂直に下ろす肘を相手に当ててダメージを追わせたことによる反則負けによるもの（後述）、実質無敗の選手である。
ただし一方で、度重なるドーピング検査での陽性歴、疑惑、ドーピング検査機関との揉め事、私生活での暴行事件・運転事故など、様々なトラブルを繰り返すことから、アメリカでは実力も含めて常に賛否両論を呼び続けている選手という一面もある（後述）。

## ファイトスタイル

キックを放つジョーンズ

オーソドックスとサウスポーの両構えであり、恵まれた長い四肢から繰り出される独創的でスペクタクルな打撃技に加え、95%に達するUFCでも屈指の卓越したテイクダウンディフェンス能力と、レスリング出身のファイターからでも容易にテイクダウンを奪うことができる優れたテイクダウンテクニックを兼ね備えたオールラウンダー。「華麗な技の基本はYouTubeで独学した」と語り、プロデビューからわずか3年、UFC史上最年少記録の23歳8か月でUFC王座に就いた類い稀な才能と天性のセンスを持つファイター。
傑出した身体能力を持ち、ヘビー級も含めUFCで最長の215cmのリーチを活かした打撃に、イマジネーション豊かで意外性のある跳び技や回転技などの攻撃が武器。多彩な角度から絶妙なタイミングで放たれる肘打ちがスタンド、グラウンド問わず得意で、スピニングバックエルボーやムエタイ仕込みの蹴り技も得意としている。過去にジョーンズと対戦経験のあるマウリシオ・ショーグンは「ジョーンズの打撃は強烈だった」と対戦後に証言している。関節技にも長け、長い腕を活かした絞め技では、何人ものファイターからキャリア初の一本負けを奪っている。また、キャリアを通してノックダウンはおろか打撃が効いてぐらついた経験すらなく、ハードパンチャーとの呼び声が高いドミニク・レイエスやチアゴ・サントスのパンチを受けても倒れることなく5Rを戦い抜いている。ジョーンズ本人は「俺のアゴはとても過小評価されていると思う」と語っている。
近年は、往来のアグレッシブに相手を攻め立てるスタイルから、無理にフィニッシュを狙わず要所でポイントを稼ぐ判定重視のスタイルにシフトチェンジしているが、これに関して、総合格闘家の高阪剛は「アグレッシブな攻めを信条としていた選手が、ディフェンシブな戦い方に変えると大概やられる。しかしジョーンズはより無駄のない攻めができるようになっていて、そうはなっていない」と評している。

## 来歴
ニューヨーク州ロチェスターに生まれ、同じニューヨーク州のブルーム郡エンディコットで育つ。幼少期に同級生と遊んでいる時に友人を怪我させてしまうことが度々起こり「何故なんだろう？」と不思議に思ったことがあると語っており、既に飛び抜けた身体能力の高さを発揮していた。
兄アーサーの影響で14歳の時にレスリングを始め、高校時代には2005年のニューヨーク州大会で優勝を果たす。高校卒業後スカウトを受け進学したアイオワ・セントラル・コミュニティ・カレッジでは刑事司法を専攻し、レスリングでは2006年に全国大会で優勝、NJCAAでオールアメリカンに選出された。カレッジではコルビー・コヴィントン、ジョー・ソトとルームメイトで、当時から総合格闘家になる事が夢だったソトから総合格闘技の話を聞かされるが、この時のジョーンズは全く興味を持たなかった。その後、後に婚約者となる女性との間に子供を授かったため、総合格闘技を始めることを決意して20歳で大学を中退し、YouTubeと本から独学で一から格闘技を修得した。

### 2008年
2008年に20歳でプロ総合格闘技デビュー。ローカル大会で6戦全勝の戦績を収め、USKBAライトヘビー級王座を獲得した。

### UFC
2008年8月9日、UFC初参戦となったUFC 87でキャリア5戦全勝のアンドレ・グスマォンと対戦し、3-0の判定勝ち。

### 2009年

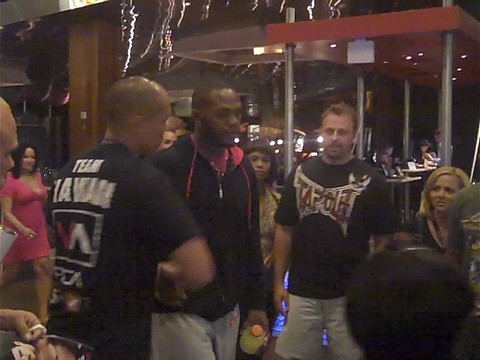
マンダレイ・ベイのカジノにて、UFC 100のファン・エキスポに出席するジョーンズ（2009年）

2009年1月31日、UFC 94でステファン・ボナーと対戦。スピニングバックエルボーでダウンを奪い、スープレックスや足払いなど多彩な投げ技でボナーを圧倒し、3-0の判定勝ち。同年7月11日、UFC 100でジェイク・オブライエンと対戦し、2Rにギロチンチョークで一本勝ち。
2009年8月22日、チーム・ボムスクワッドを離れ、ジャクソンズMMAに移籍。

#### 反則負け
2009年12月5日、The Ultimate Fighter: Heavyweights Finaleでマット・ハミルと対戦。マウントポジションから1分以上パウンドと肘打ちを乱打し、その最中に何度もレフェリーの方に顔を向けて試合のストップを促す一方的な展開の中で、反則の垂直に落とす肘打ちをハミルの顔面に放ったことで1ポイント減点のペナルティを受ける。その流れでハミルが肩を脱臼しており続行不能となったことから、ネバダ州のスポーツ史上初となるインスタントリプレイがこの試合で採用され、レフェリーとコミッションの役員が審議した結果、ジョーンズは反則負けを宣告され 、プロデビュー以来の連勝は9でストップした。しかし、この裁定は物議を醸し、正当なルールに基づいた結果であるという声の他に、反則負けではなくノーコンテストにすべきという声も挙がった。なお、対戦相手のハミルも後に「ジョーンズと対戦した時、彼はトップになるだろうなと思った。結果は反則勝ちだったが、実質、彼が勝っていたことは分かってる」と語っている。

### 2010年

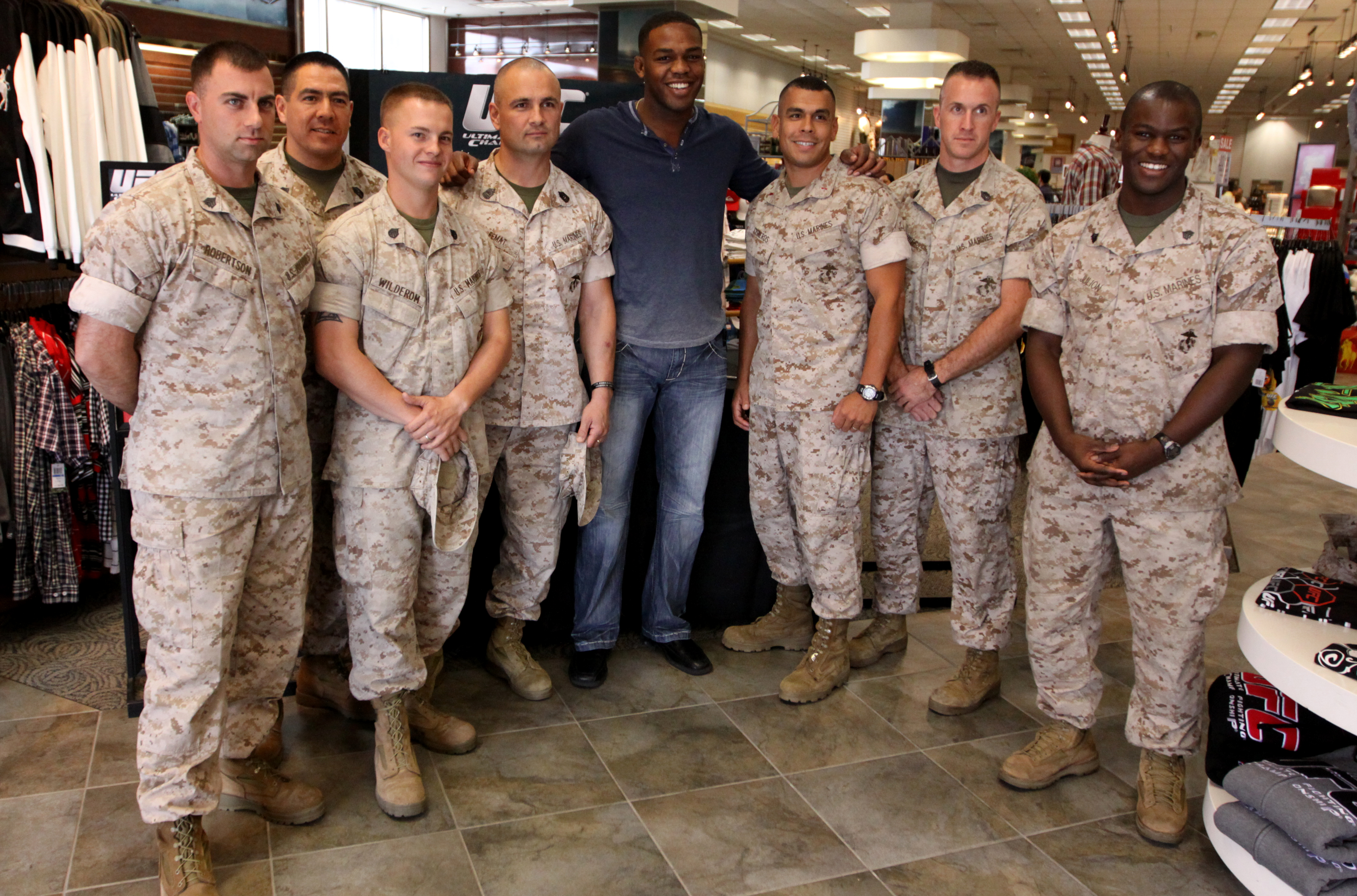
アメリカ海兵隊と記念撮影するジョーンズ（2010年）

2010年3月21日、UFC on Versus: Vera vs. Jonesでブランドン・ヴェラと対戦。1Rに顔面蹴り上げの反則を受け、ダメージで試合が中断したが、再開後にグラウンドの肘打ちとパウンドでTKO勝ち。ノックアウト・オブ・ザ・ナイトを受賞した。
2010年8月1日、UFC Live: Jones vs. Matyushenkoでウラジミール・マティシェンコと対戦。試合開始早々にテイクダウンを奪い、マット・ヒューズ・ポジションでの顔面への肘打ち連打で1RTKO勝ち。

### 2011年
2011年2月5日、UFC 126でキャリア12戦無敗のライアン・ベイダーと対戦し、ギロチンチョークで2R一本勝ち。サブミッション・オブ・ザ・ナイトを受賞した。試合後、UFC世界ライトヘビー級王者マウリシオ・ショーグンへ挑戦予定であったラシャド・エヴァンスが負傷したため、代わりにジョーンズに王座挑戦権が与えられたことが発表され、オクタゴン内でショーグンと握手を交わした。

#### UFC世界王座獲得
2011年3月19日、UFC 128のUFC世界ライトヘビー級タイトルマッチで王者マウリシオ・ショーグンに挑戦。開始早々にテイクダウンを奪うと、パウンドと肘打ちで攻め立て、スタンドでもダメージを与えた後、3Rに左ボディーブローから左膝蹴りでTKO勝ち。UFC史上最年少となる23歳8か月での王座獲得に成功した。試合後、対戦相手のショーグンは「彼は（当時）対戦した選手の中で最強だった」と語っている。
2011年9月24日、UFC 135のUFC世界ライトヘビー級タイトルマッチでクイントン・"ランペイジ"・ジャクソンと対戦。全局面で試合をコントロールし、4Rの序盤にテイクダウンを奪い、そのままリアネイキドチョークで一本勝ちを収め王座の初防衛に成功。ファイト・オブ・ザ・ナイトを受賞した。当初はUFC 133でラシャド・エヴァンスと防衛戦を行う予定だったが、ジョーンズの手の負傷により延期された。
2011年12月10日、UFC 140のUFC世界ライトヘビー級タイトルマッチでリョート・マチダと対戦。グラウンドの肘打ちでマチダの顔面をカットさせ、2Rに左ストレートで前のめりにダウンしたマチダの首をすかさず取り、スタンドのギロチンチョークで一本勝ち。2度目の王座防衛に成功し、ファイト・オブ・ザ・ナイトを受賞した。当初はラシャド・エヴァンスと防衛戦を行う予定だったが、エヴァンスの親指の負傷によりマチダとの対戦に変更された。
同年はESPNとSHERDOGでファイター・オブ・ザ・イヤーを受賞した。

### 2012年
2012年4月21日、UFC 145のUFC世界ライトヘビー級タイトルマッチで元チームメイトのラシャド・エヴァンスと対戦。スタンドの攻防でエヴァンスを寄せ付けず、肘打ちでぐらつかせるなど終始圧倒して3-0（49-46、49-46、50-45）の5R判定勝ち。3度目の王座防衛に成功した。

#### 飲酒運転・器物破損で逮捕
2012年5月19日、ニューヨーク州ビンガムトンで飲酒運転事故を起こして飲酒運転と器物破損で逮捕された。その際には愛車ベントレー・コンチネンタルGTを電柱に激突させている。事故時、車にはジョーンズの恋人ではない女性2名が同乗していた。駆けつけた警察のスクリーニングテストでジョーンズからアルコールが検出され飲酒運転であったことが判明。ジョーンズはこの事故以前の昨年11月にも運転免許の停止処分を受けている。のちにジョーンズは出廷した裁判所で飲酒運転を認め、司法取引を交わして実刑は免れ、最終的に罰金1,000ドルと運転免許停止6ヶ月の処分を受けた。
2012年8月24日、一週間後のUFC 151で対戦する予定であったダン・ヘンダーソンが負傷欠場することが決まったため、UFCはジョーンズに代わりにチェール・ソネンとの対戦を打診したが、ジョーンズは新たな挑戦者に対し一週間では準備期間が短く十分な準備ができないことを理由にこれを拒否、その結果メインイベントを失ったUFC 151は大会が中止となった。
その後、UFC 152でリョート・マチダと対戦予定となるが、マチダは短い準備期間での対戦となるためにオファーを拒否。そのため、UFCはマウリシオ・ショーグンらに対戦を打診したが同じく準備期間の短さから拒否されたことで、最終的に近年一階級下のミドル級で戦っていたビクトー・ベウフォートがライトヘビー級に階級を上げて同大会でジョーンズと対戦することとなった。
2012年9月22日、UFC 152のUFC世界ライトヘビー級タイトルマッチでビクトー・ベウフォートと対戦。1Rに腕ひしぎ十字固めを極められピンチに陥るも、脱出してからは終始優勢に立ち、4Rにマット・ヒューズ・ポジションからアメリカーナ・アームロックを極め一本勝ち。4度目の王座防衛に成功し、サブミッション・オブ・ザ・ナイトを受賞した。

### 2013年
2013年、The Ultimate Fighter 17のコーチ役をチェール・ソネンと共に務めた。
2013年4月27日、UFC 159のUFC世界ライトヘビー級タイトルマッチでチェール・ソネンと対戦。クリンチアッパーで粘るソネンを金網に押し付けテイクダウンを奪い、パウンドと肘打ちで圧倒。危なげなく1RTKO勝ちを収め、5度目の王座防衛に成功したが、左足親指を脱臼した。
2013年9月21日、UFC 165のUFC世界ライトヘビー級タイトルマッチでライトヘビー級ランキング1位のアレクサンダー・グスタフソンと対戦。ジョーンズよりも長身のグスタフソンの優れたボクシングテクニックとテイクダウンディフェンスに苦しみ、1Rは逆に総合格闘技キャリアで初めてのテイクダウンを許してしまう。試合中盤もスタンドで苦しい展開が続くが、4Rに得意のスピニングバックエルボーをヒットさせ盛り返すと、5Rには動きが落ちたグスタフソンからテイクダウンを奪い返し、激闘の末に3-0（48-47、48-47、49-46）の5R判定勝ち。ティト・オーティズのライトヘビー級最多防衛記録を更新する6度目の王座防衛に成功し、ファイト・オブ・ザ・ナイトを受賞した。なお、この試合はESPN、FOXスポーツ、Yahoo! Sports、SHERDOGから2013年のファイト・オブ・ザ・イヤーに選出された。2020年3月7日、この試合はUFC殿堂入りを果たした。

### 2014年

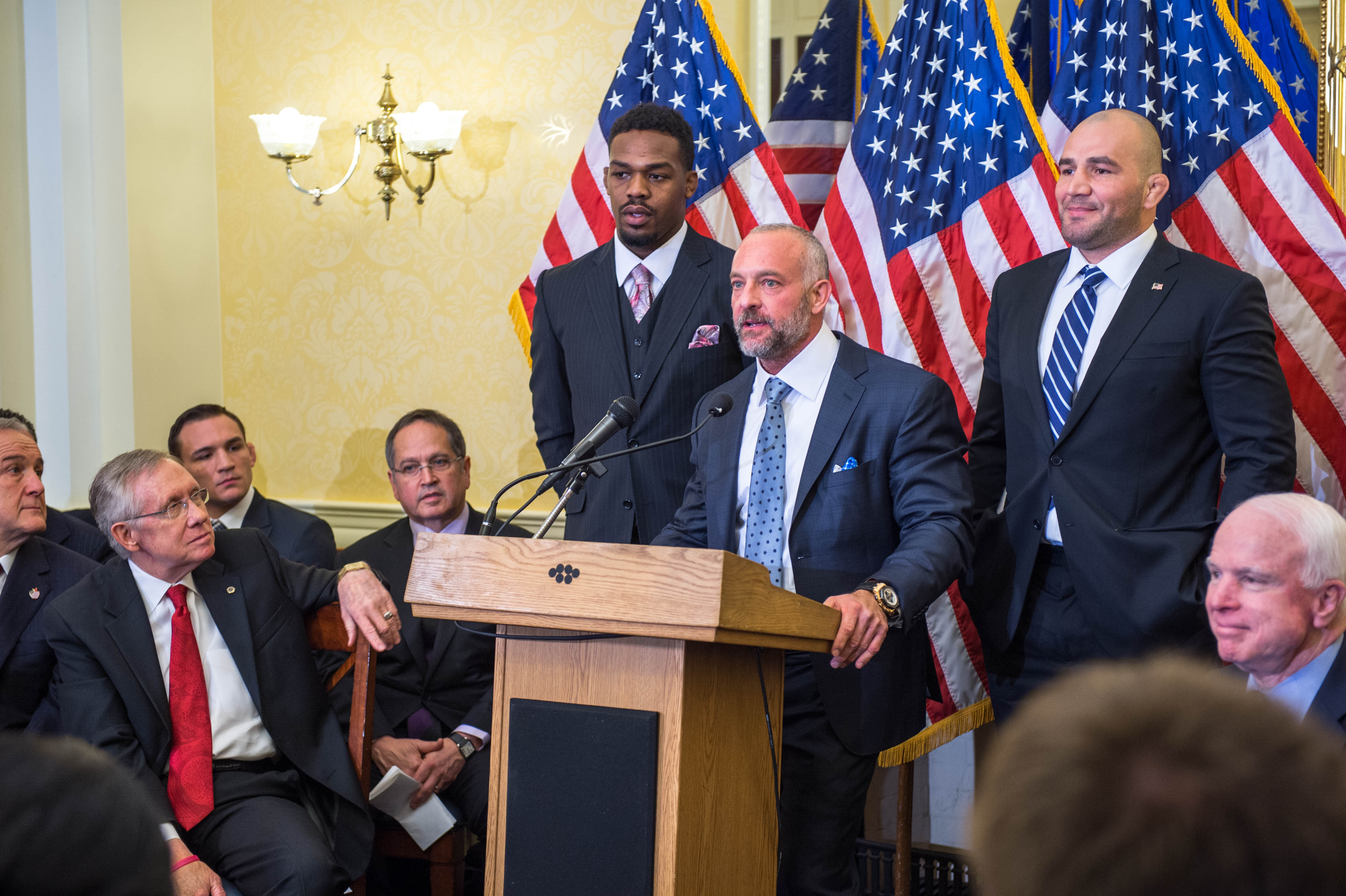
アメリカ合衆国議会議事堂で行われた脳の健康調査イベントにロレンゾ・フェティータ、グローバー・テイシェイラと共に出席するジョーンズ（2014年）

2014年4月26日、UFC 172のUFC世界ライトヘビー級タイトルマッチでライトヘビー級ランキング2位のグローバー・テイシェイラと対戦し、3-0（50-45、50-45、50-45）の5R判定勝ち。7度目の王座防衛に成功した。
2014年6月、UFC 178でアレクサンダー・グスタフソンと再戦する事が発表されるも、ジョーンズは「グスタフソンよりもダニエル・コーミエと試合をしたい」と発言し、コーミエとの対戦を希望した。7月23日にグスタフソンが半月板を損傷し欠場が発表されると、代役のコーミエとの対戦が決定した。対戦が決定すると早速両者はツイッター上で舌戦を展開。さらに8月4日の記者会見ではフェイスオフで睨み合った際、コーミエに突き飛ばされたのを皮切りに、コーミエに殴りかかって会見場を破壊するほどの乱闘騒ぎを起こした。その後も二人の舌戦は続き、コーミエとのテレビ対談では「俺の顔に唾を吐くような真似をしてみろ。お前を殺す。本当に殺してやる」と発言した。
8月12日に足を負傷したジョーンズの欠場が発表され、コーミエとのタイトルマッチは翌年のUFC 182に延期された。
2014年9月23日、ネバダ州アスレチック・コミッションにより、UFC 178の記者会見で乱闘騒ぎを起こした処分として、5万ドルの罰金と40時間の社会奉仕活動への参加を科せられた。
また、公聴会でジョーンズはNIKEからスポンサー契約を打ち切られた事を明かした。

### 2015年

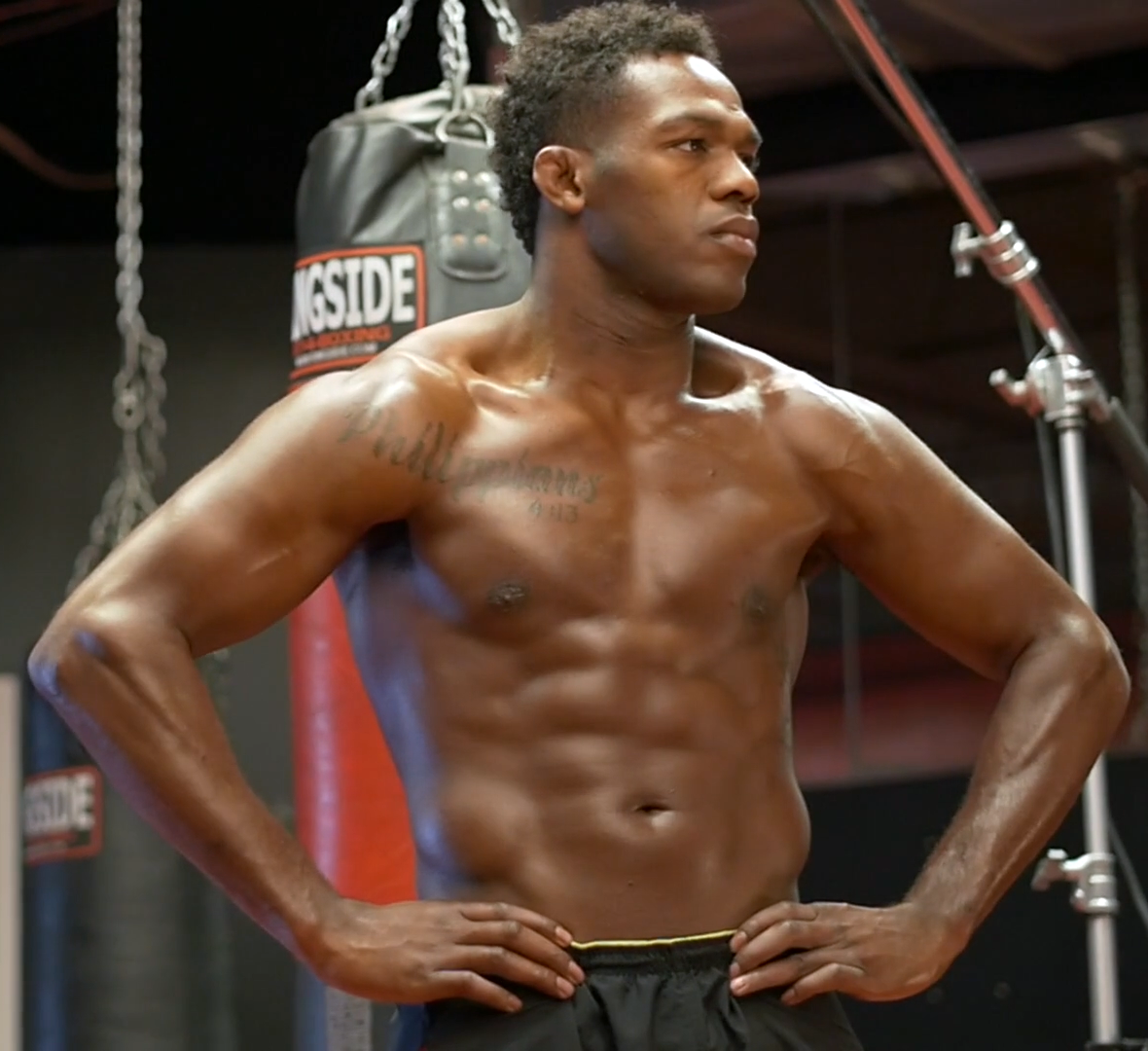
2015年のジョーンズ

2015年1月3日、UFC 182のUFC世界ライトヘビー級タイトルマッチでライトヘビー級ランキング2位のダニエル・コーミエと対戦。レスリングでオリンピックに出場したコーミエから、コーミエの総合格闘技キャリアで初めてのテイクダウンを奪うと、試合終了までに合計3度のテイクダウンを奪うなど圧倒して3-0（49-46、49-46、49-46）の5R判定勝ち。8度目の王座防衛に成功し、ファイト・オブ・ザ・ナイトを受賞した。試合後のインタビューでは「俺はダニエル・コーミエが嫌いだ。彼に対するリスペクトの気持ちはない。今も彼がどこかで泣いていることを祈るよ」と発言した。

#### 1度目のドーピング検査陽性＆疑惑
試合後、12月4日の薬物検査で陽性。コカインの代謝物であるベンゾイルエクゴニンが検出された。しかし、ベンゾイルエクゴニンは競技内検査での陽性であれば厳罰となるが、世界アンチ・ドーピング機関（WADA）の規定では競技外検査でのベンゾイルエクゴニン陽性は対象外であるため、ネバダ州アスレチック・コミッション（NSAC）は処分を下すことが出来ず、出場停止や勝利取り消しなどの処分は科せられなかった。ジョーンズはコカインの服用を認め、一晩、薬物治療のための施設に入った。また、薬物検査の結果としてジョーンズの尿サンプルが『なぜか水っぽい状態』だったことでNSACが追加のサンプルを要求。すると、ジョーンズのテストステロンとエピテストステロンの比率などが複数のサンプルですべて非常に低い数値を記録しため、NSACが「非常に疑わしい数値」と疑問視して公表。（※補足：T/E比率の偏差が30%より高い場合は『怪しい』とされるが、ジョーンズは約80％だった）それによりステロイドなどによるドーピング疑惑が浮上。1週間後の薬物検査のCIRテストでは数値が常人の正常範囲内に戻る変化を見せた。翌年の1月17日、UFCはアスリート行動規範ポリシーに違反したとして、ジョーンズに2万5000ドルの罰金を科した。

#### ひき逃げ事件で逮捕・マリファナ使用疑惑・世界王座剥奪・無期限出場停止（約5ヶ月）
4月26日、アルバカーキ市内でレンタカーを運転中に信号無視をして妊婦が運転する車に追突し、さらに車2台を巻き込む事故を起こした。この際、負傷した妊婦を救助することなく現場から逃走するジョーンズの姿が非番の警察官によって目撃された。また他の目撃者によると、その後もジョーンズが再び現場に戻り、車内から札束を抱えて逃げ出す姿が目撃されている。車内からはジョーンズの本名の記された書類と、マリファナが入った吸引器が発見された。胎児の命は無事だったが、被害者の妊婦は腕を骨折するなどの重傷を負った。その後、ジョーンズに対して逮捕状が発行され、事件翌日の夜にジョーンズはアルバカーキ市警に出頭し逮捕された。ジョーンズはベルナリオ郡拘置所に拘留後、保釈金2500ドルを支払い保釈された。ジョーンズは4月28日に法廷へ出廷し、裁判官はジョーンズに対する渡航制限を解除し、弁護士と定期的に連絡を取ることなどの条件付きで自由の身となり、UFC会長のダナ・ホワイトと最高経営責任者のロレンゾ・フェティータと直接会談した。同日、UFCはジョーンズがアスリート行動規範ポリシーに違反したとして王座を剥奪し、無期限出場停止処分を下したことを発表した。また、リーボックからスポンサー契約を解除された。
9月29日にアルバカーキの地方裁判所にて開かれた裁判に出席し、事故現場から逃走した罪を認め執行猶予1年6カ月の判決を下された。
10月23日、UFCが事件を起こしたジョーンズの無期限出場停止処分を5ヶ月未満で解き、UFC復帰を発表した。

### 2016年

#### 運転免許証不携帯運転・違法改造・執行猶予違反で逮捕
1月31日、アルバカーキ市内にて運転免許証、自動車保険証、登録証明証を不携帯で運転していたことが発覚（この件を48時間以内に担当の保護観察官へ知らせなかったことで、24時間の社会奉仕活動を命じられる）するが、3月23日に開かれた裁判に出席して運転免許証、自動車保険証、登録証明証を提示した。処分として動物愛護協会へ100ドルを寄付するよう命じられ、執行猶予期間中であったが執行猶予が取り消される事はなかった。
3月24日、アルバカーキ市内にてドラッグレース行為、マフラー改造、ナンバープレート改造、車線変更違反、エキシビション運転の5つの容疑で交通違反切符を切られ、後に執行猶予違反で逮捕された。ジョーンズは「ドラッグレース行為はしておらず、赤信号で停車した際に隣に停まったファンの車に向けふざけてエンジンを空ぶかししただけで、信号が青に変わって発進した直後に警官に停車を命じられた」と容疑を否認した。一方で警察と口論になった際の複数の暴言は認め謝罪した。。8月11日、ジョーンズは司法取引に応じ、マフラー改造とナンバープレート改造の2つの容疑を認める代わりに、ドラッグレース行為、車線変更違反、エキシビション運転の3つの容疑は取り下げられた。処分として90日間の宣告猶予の判決が下され、運転講習の受講と、60時間の社会奉仕活動、反則金143ドルの支払いを命じられた。執行猶予違反の処分については、60時間の社会奉仕活動と、怒りの感情をコントロールするカウンセリング並びに運転講習を受けるよう命じられた。

#### 暫定王座獲得
4月23日、1年3か月ぶりの復帰戦となったUFC 197のUFC世界ライトヘビー級暫定王座決定戦でライトヘビー級ランキング6位のオヴィンス・サンプルーと対戦。ブランクの影響もあってか、決め手を欠く試合展開となったものの、手数とテイクダウンの数で大きく上回って3-0（50-44、50-45、50-45）の5R判定勝ち。暫定王座獲得に成功した。当初は王者ダニエル・コーミエに挑戦する予定だったが、コーミエが足の負傷により欠場になったことで、サンプルーとの暫定王座決定戦が行われた。

#### 2度目のドーピング検査陽性反応・暫定王座剥奪
7月6日、全米アンチドーピング機関（USADA）が6月16日に実施していた抜き打ちドーピング検査で陽性。ヒドロキシルクロミフェンとレトロゾールの陽性反応が検出されたことが公表された（※補足：クロミフェンとレトロゾールは女性が服用する排卵誘発薬、及びにその薬の成分であることから、この2成分を男性が誤って服用することは通常であれば起こりえない。男性の場合は、アナボリックステロイドを使用した男性が副作用で乳房などが女性化する症状を抑えたり、ステロイドによる睾丸萎縮・睾丸機能の低下を防ぐのためのケア剤として使用する）。これにより、3日後のUFC 200で対戦予定だったダニエル・コーミエとのライトヘビー級王座統一戦が中止になった。ジョーンズは不服を申し立て、禁止薬物を故意に摂取したのではなく「服用していた勃起不全治療薬・精力増強剤に禁止薬物が混入していた」と主張。11月7日に調査を行ったUSADAと仲裁委員会は、ジョーンズが禁止薬物で汚染された勃起不全治療薬・精力増強剤を知らずに服用したと、ジョーンズの主張を認めるも、報告が義務付けられる薬品類をUSADAになぜか使用申告をしていなかった不自然な点、本人が「ディックピル」と呼んでおり検査陽性リスクがある商品だと理解していながらなぜか軽率に飲んでいる不自然な点、精力増強剤に女性のための成分（ステロイドの副作用を隠すケア剤の成分）が入っているという不可解な点、他、様々な観点から、「減刑はしない」としてこの件で認められたすべての罰則をジョーンズに科すことを発表した。これによりUSADAはジョーンズに1年間の出場停止処分とした。この処分を受けてUFCは11月9日にジョーンズのUFC世界ライトヘビー級暫定王座を剥奪した。12月15日にはジョーンズとネバダ州アスレチックコミッションは和解に達し、同じく1年間の出場停止処分が下された。
12月14日、チェール・ソネンが主催するグラップリング大会Submission Underground 2でダン・ヘンダーソンとグラップリングマッチを行い、肩固めで一本勝ちを収めた。

### 2017年

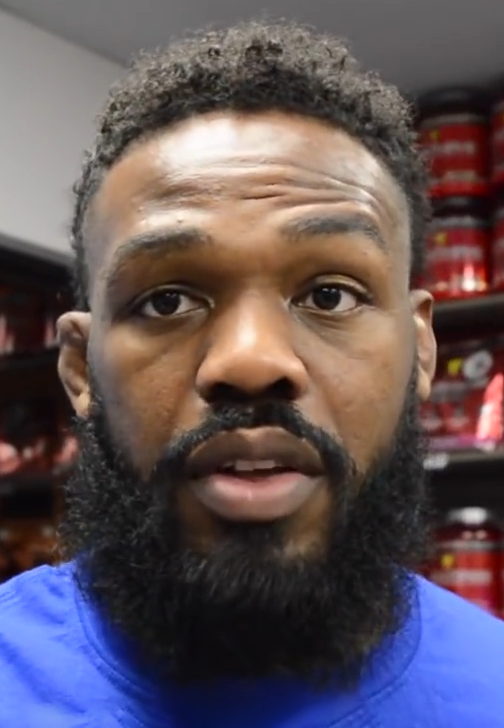
インタビューを受けるジョーンズ（2017年）

#### 世界王座奪還
2017年7月29日、UFC 214のUFC世界ライトヘビー級タイトルマッチで王者ダニエル・コーミエと再戦。序盤から多彩な蹴り技で試合のペースを掴むと、3Rに左ハイキックでぐらつかせ、ダウンしたコーミエに追撃のパウンドでKO勝ち。王座獲得に成功し、パフォーマンス・オブ・ザ・ナイトを受賞した。試合後のインタビューで、犬猿の仲であったコーミエに対し「この場を借りてダニエル・コーミエに感謝を伝えたい。一番のライバルであり、俺のモチベーションを高めてくれる相手だ。彼は真のチャンピオンだった。チャンピオンのあるべき姿、夫として父親としてあるべき姿を見せてくれている。チームメイトや皆にもたくさんの良い影響を与えてきた人だ。残念なことに、俺たちは敵同士だったけど、彼は彼の人生において一生涯、真のチャンピオンであり続ける」と敬意を表した。また、元UFC世界ヘビー級王者のブロック・レスナーに対して対戦をアピールした。

#### 3度目のドーピング検査陽性反応・世界王座剥奪
8月22日、全米アンチドーピング機関（USADA）が、UFC 214のコーミエ戦の前日7月28日の計量後に実施したドーピング検査で、ジョーンズにアンチ・ドーピング規則違反（後に禁止薬物アナボリックステロイドの一種であるトゥリナボール代謝産物の陽性反応検出と公表される）があったことを公表した。
9月13日、Bサンプルも陽性反応だったことが全米アンチドーピング機関（USADA）により公表された。これを受けて翌日に、カリフォルニア州アスレチック・コミッションは試合結果をノーコンテストに変更。UFCはジョーンズからライトヘビー級王座を剥奪してコーミエに王座を差し戻した。2018年2月27日、カリフォルニア州アスレチック・コミッションがジョーンズに205,000ドルの罰金を科し、出場停止処分についてはUSADAの裁定を尊重することを決定した。

### 2018年
2018年9月、USADAがジョーンズに15か月の出場停止処分を科すと発表。アナボリックステロイドでの陽性かつジョーンズがこれで3度目（UFC競技内の検査では2度目）のドーピング違反だったことから、USADAは30ヶ月もしくは48か月の出場停止とする予定だったが、USADAが提案した、『他者のドーピング違反を特定するためにジョーンズが協力すること』『他の選手のドーピング情報をジョーンズがUSADAに提供すること』などの条件にジョーンズが同意したことで、出場停止期間15～30か月分が減刑された。さらに仲裁人のリチャード・マクラーレンが聴聞会で、ジョーンズが競技外抜き打ち検査を10ヶ月で7回クリアしたこと（※ただし、1度はクリアできず失格）、短期及び中期代謝産物がこの段階では検出されなかったこと、ステロイド成分の検出量が1mlの中に極微量（20～80ピコグラム）と、パフォーマンスの強化に繋がるほどの量ではないと想像できる段階までこの時点では減っていたことなどを勘案した結果として、さらに3ヶ月減刑され、最終的に2017年7月のコーミエ戦の当日にさかのぼって15ヶ月の出場停止処分となった。なお、この結論が出るまでに出場停日からすでに1年2ヶ月が経過しているため、ジョーンズは約3ヶ月後の12月に試合復帰した。

#### 4度目のドーピング検査陽性（処分なし）
2018年12月24日、全米アンチドーピング機関（USADA）が12月9日に実施していた抜き打ちドーピング検査で再び1ml辺りピコグラム(1兆分の1グラム)単位のアナボリックステロイドの一種であるトゥリナボールの代謝産物（4-chloro-18-nor-17β-hydroxymethyl、17α-methyl-5α-androst-13-en-3α-ol）が検出されて陽性反応を示したことで、ジョーンズは4度目の検査陽性となった。ただし、この件についてUSADAは、新たに摂取したものではなく「2017年7月にドーピング失格になった時にジョーンズが摂取していたアナボリックステロイドの成分が（1年5ヶ月経っても）まだ体内に残留している可能性が高い」と判断して罰則は科さないとした。
その後、ジョーンズはUFC 232に出場予定となるも、大会開催地であるネバダ州のアスレチックコミッションが、職員がクリスマス休暇に入っており、ドーピング検査で陽性反応を繰り返すジョーンズに対する十分な聴取及び調査を行えないとして、ジョーンズのライセンス発行を翌月1月の聴聞会まで保留したことでUFCが大会開催地をカリフォルニア州に変更。その流れでジョーンズは後日カリフォルニア州コミッションによる抜き打ちドーピング検査を受けて合格し、さらに同コミッションの要望でUSADAの検査に加えVADA（ボランティアアンチドーピング機関）による検査も受けることを条件にライセンスの発行を受けた。

#### 世界王座再獲得
2018年12月29日、1年5か月ぶりの復帰戦となったUFC 232のUFC世界ライトヘビー級王座決定戦でライトヘビー級ランキング2位のアレクサンダー・グスタフソンと約5年3ヶ月ぶりに再戦。一度目の試合とは打って変わって序盤からジョーンズがスタンドの攻防で優位に立ち、3R序盤にテイクダウンを奪いバックマウントの態勢からパウンドでKO勝ち。王座再獲得に成功した。

#### 5度目のドーピング検査陽性（処分なし）
2019年1月23日、VADA（ボランティアアンチドーピング機関）がグスタフソン戦の前日の2018年12月28日に実施したドーピング検査で、ジョーンズの体内からトゥリナボール代謝産物の異常値がピコグラムレベルで検出され陽性反応を示した。しかし、4回目の陽性時と同様に過去のドーピングや成分摂取によって体内に残っていた物質である可能性が高いと判断を受け、制裁の対象にならなかった。

#### その後の複数回のドーピング検査陽性（処分なし）
さらにジョーンズは、2018年8月29日、同年9月18日、2019年1月6日、同年1月7日、2月14日、2月15日に実施された検査でも同代謝産物の異常値が検出されて陽性となったが、同様の理由から処分は行われなかった。
2019年1月29日、ネバダ州アスレチックコミッションで開かれた公聴会に出席し聴取を経て、ライセンス発行を承認される。

### 2019年
2019年3月2日、UFC 235のUFC世界ライトヘビー級タイトルマッチでライトヘビー級ランキング3位のアンソニー・スミスと対戦。4Rに反則である、相手が片手を付いた状態での顔面への膝蹴りを放ち（ただし、これは2017年に採択された新ユニファイドルールでは反則ではなく、全米でグラウンド状態のルールが統一されていないため試合開催地のネバダ州やテキサス州などでは反則だが、ニューヨーク州やカリフォルニア州などでは反則では無い）、2ポイント減点されるものの、試合全体では終始優勢に立ち続け、3-0（48-44、48-44、48-44）の5R判定勝ち。王座の初防衛に成功した。なお、この試合はUFCキャリア19戦目にして初となる年下の相手（ジョーンズは当時31歳9か月、スミスは当時30歳9か月）との対戦であった。
2019年7月6日、UFC 239のUFC世界ライトヘビー級タイトルマッチでライトヘビー級ランキング2位のチアゴ・サントスと対戦。珍しく、ジョーンズは試合全体を通してほとんどテイクダウンを狙うことなく、終始スタンドでの攻防となったが、2-1（48-47、48-47、47-48）の5R判定勝ちを収め2度目の王座防衛に成功。キャリア初のスプリット判定での勝利となった。

### 2020年
2020年2月8日、UFC 247のUFC世界ライトヘビー級タイトルマッチでライトヘビー級ランキング4位のドミニク・レイエスと対戦し、フルラウンドに渡る接戦を繰り広げて3-0（48-47、48-47、49-46）の5R判定勝ち。3度目の王座防衛に成功し、これまで1位タイ（13勝）で並んでいたジョルジュ・サンピエールを抜いてUFC史上最多タイトルマッチ勝利記録（14勝）を更新した。

#### 飲酒運転・銃器過失使用罪など複数容疑で再び逮捕
2020年3月26日、アルバカーキ市内にて飲酒運転、自賠責保険証明書の不携帯、銃器の過失使用の罪で逮捕された。ジョーンズを逮捕した警察官によると、ジョーンズは発見当時、駐車中の車の運転席に乗っており、車中には拳銃と半分空の酒瓶があったと述べている。3月31日、ジョーンズは司法取引に応じ、飲酒運転の容疑を認める代わりに、その他2件の容疑は取り下げられた。処分として4日間の自宅軟禁、1年間の保護観察、最低90日間の外来治療、48時間の社会奉仕活動への参加を命じられた。

#### 世界王座返上
2020年8月17日、ヘビー級転向に伴いUFC世界ライトヘビー級王座の返上を発表。

### 2021年
2021年3月31日、UFC 260でスティーペ・ミオシッチに勝利しヘビー級王者となったフランシス・ガヌーへのタイトル挑戦が計画されていたが、ジョーンズはUFC側から提示された1000万ドルのファイトマネーが試合に見合った金額ではないとしてオファーを断り、後日、UFC代表のダナ・ホワイトはガヌーの初防衛戦の相手がジョーンズではなくなることを示唆した。

#### 家庭内暴力・警察の車両破壊による逮捕
UFC殿堂入り式典に出席した翌日の2021年9月24日、ネバダ州ラスベガスのシーザーズ・パレスにて婚約者の髪を引っ張るなどした家庭内暴力、また警察から拘束された際に抵抗しパトカーのボンネットに頭突きをしボンネットを凹ませた車両破壊の罪で逮捕された。警察の報告書によると、ジョーンズの末娘がホテルの警備員へ助けを求め、警備員からの通報を受け警察が駆けつけた際、ジョーンズの婚約者の顔や衣服が血まみれの状態で、殴り合いをしたかのように唇が腫れ上がっていたことなどが記されていた。また、婚約者は血の原因が乾燥して荒れた唇から出たものであり髪を引っ張られただけだと話し、ジョーンズに対する一時保護命令も拒否したが、録音と供述書の提出を拒否したことから、その行動や、警察にジョーンズがいつ出てくるのかを確認する姿などから警察は「彼女はジョーンズが警察から保釈されることに酷く怯えている」という解釈・状況判断をして、それも報告書に記している。逮捕後、ジョーンズはクラーク郡刑務所に拘留されたが、1万6000ドルを支払い保釈された。2021年12月16日、ジョーンズは司法取引に応じ、車両破壊の容疑を認める代わりに、家庭内暴力の容疑は取り下げられた。処分として「今後一切のトラブルを起こさない」という条件に加えて、アンガーマネジメントのカウンセリング、750ドルの罰金を命じられた。なお、この事件を起こしたことにより、ジョーンズは2009年から所属し続けたジャクソン・ウィンクMMAへの出入りを禁止された。

### 2023年

#### UFC世界ヘビー級王座獲得・2階級制覇
2023年3月4日、約3年1カ月ぶりの復帰戦となったUFC 285のUFC世界ヘビー級王座決定戦で、ヘビー級ランキング1位の元UFC世界ヘビー級暫定王者シリル・ガーヌと対戦。開始早々にテイクダウンを奪い、トップポジションからのギロチンチョークで1R一本勝ち。ライトヘビー級に続いてヘビー級の王座獲得に成功するとともに、UFC史上8人目となる二階級制覇を達成し、パフォーマンス・オブ・ザ・ナイトを受賞した。試合後のインタビューで、来場していた元UFC世界ヘビー級王者のスティーペ・ミオシッチに対戦をアピールした。
2023年11月11日、UFC 295のUFC世界ヘビー級タイトルマッチでヘビー級ランキング3位の元UFC世界ヘビー級王者スティーペ・ミオシッチと対戦予定であったが、ジョーンズがスパーリング中に組み合った際に左大胸筋を腱断裂したため試合が中止になった。なお、ジョーンズの欠場により同大会でセルゲイ・パブロビッチとトム・アスピナルのUFC世界ヘビー級暫定王座決定戦が組まれ、アスピナルが勝利し暫定王者となったが、ジョーンズはその後もミオシッチとの対戦を希望し、アスピナルとの王座統一戦を拒否したため、多くのメディアやファンから批判された。アスピナル自身も「正規王者が暫定王者との対戦を避け、代わりに42歳の男と対戦するという事実は、アンディスピューテッド（Undisputed、議論の余地のない王者、誰もが認める王者）から遠くかけ離れている。これは史上最も議論の余地があるタイトルマッチだ」と不満を露わにした。

### 2024年

#### ドーピング検査員とのトラブル
2024年3月30日、ドラッグ・フリー・スポーツ・インターナショナル（DFSI）の薬物検査員クリスタル・マルティネスが、抜き打ちのドーピング検査で尿サンプルを採取するためにジョーンズの自宅を訪れた際に、ジョーンズから暴行を受け、脅迫されたとして警察に報告書を提出した。マルティネスの報告書によると、ジョーンズは当初検査に協力的だったが、トイレから戻り今は尿が出ないと語ったため、マルティネスが代わりに血液サンプルを採取することを申し出ると、ジョーンズが動揺し始め、マルティネスと同伴の検査員を「訴えてやる。お前は金を持ってるか？」と脅し、ジョーンズがマルティネスの携帯電話を取り上げて録音し始めたとしている。また、ジョーンズは携帯電話をポケットに入れマルティネスに顔を近づけて「なんでお前たちはこんなに早く来るんだ。俺の家に来た人間がどうなるか分かるか…全員死んでしまうんだ」と脅してきたという。ジョーンズは最終的に尿検査を再度受けることに同意し、携帯電話をカウンターに戻し同伴の検査員と共に排尿に向かうと、その間にマルティネスは携帯電話で上司に「ジョーンズが脅迫をしており、電話をしているのを見たら襲われる可能性があるため電話では話せない」とメッセージを送り、また同伴の検査員が尿サンプルを持って戻ってきた時、マルティネスは検査員の顔色が悪く緊張しているように見え、サンプルを梱包する際に何度もミスをしていたと主張している。また、マルティネスは警察にジョーンズからアルコールの匂いがし、同伴の検査員が「ジョーンズからの報復を恐れた」ため被害届を出さなかったと述べている。ジョーンズはこの事件を否定し「誕生日パーティーの後に昼寝をしていたところ、検査員たちがいきなり訪ねてきた」「検査員の1人の無礼な態度と非専門的な検査手順に動揺し、汚い言葉を口にしてしまったことを後悔している。しかし、俺は誰かを脅したり、邪魔をしたり、声を荒らげたり、いかなる形の暴行も行わなかったことを強く主張したい」「適切な事実確認もなしに虚偽のニュースが広まってしまったのは残念だ。俺はこうした根拠のない言いがかりを断固として拒絶する。この出来事は決して起こらなかったし、これが真実だ」と声明を発表した。その後、7月15日にジョーンズは暴行と通信妨害の2件の軽犯罪で起訴され、10月の裁判で、アンガーマネジメントの受講と、90日以内に他の事件を起こさなかった場合、本件を不起訴とする判決が下された。
2024年11月16日、1年8カ月ぶりの復帰戦となったUFC 309のUFC世界ヘビー級タイトルマッチでヘビー級ランキング8位の元UFC世界ヘビー級王者スティーペ・ミオシッチと対戦し、3Rに脇腹への左スピニングバックキックでダウンを奪い、パウンドでTKO勝ち。王座の初防衛に成功し、パフォーマンス・オブ・ザ・ナイトを受賞した。

### 2025年

#### 引退
2025年6月21日、総合格闘技からの引退を発表した。

## 人物・エピソード
| 兄アーサー・ジョーンズ（英語版）(左)と弟チャンドラー・ジョーンズ(右) |  | 兄アーサー・ジョーンズ（英語版）(左)と弟チャンドラー・ジョーンズ(右) |
| 兄アーサー・ジョーンズ(左)と弟チャンドラー・ジョーンズ(右)           |  |                                                                      |

- ニックネームの「ボーンズ」（Bones）は、NFL選手である兄弟2人に比べて痩せていたために付いたものである[135]。
- 開いた手を対戦相手の顔の前に置いて戦うスタイルのため、指が相手の目に入りサミング行為で試合が中断してレフェリーから注意を受けることが多い事から、ファン・関係者から批判されることがある。バス・ルッテンは「ダーティーファイターだ。相手を見下ろしながら相手の目に指を入れていた」と語っている[136]。UFC代表のダナ・ホワイトはジョーンズのサミングについて質問された際、「我々はそのような行いを止めさせなければならない」と語る一方で、ジョーンズのアンチが過剰に反応しているとも語っている[137][136]。
- 婚約者との間に4人の娘がいる。
- 兄・アーサー・ジョーンズ（英語版）はボルチモア・レイブンズ、インディアナポリス・コルツ、ワシントン・フットボールチームでプレーしたNFL選手であり、弟・チャンドラー・ジョーンズはラスベガス・レイダースでプレーするNFL選手である。妹・カルメンは18歳になる前に脳腫瘍で死去している。
- 2011年3月19日のUFC 128でUFC世界ライトヘビー級王座に挑戦するわずか数時間前に公園を歩いていた際に、車上荒らしの泥棒を目撃し、犯人を取り押さえて逮捕に協力した[138][139]。
- UFCのメイクアップアーティストを長年務め、2020年3月にステージ4の乳がんと診断され闘病生活を送っていたスージー・フリトンへ最高額の10000ドルを寄付した[140]。
- 尊敬する人物にはエメリヤーエンコ・ヒョードル、モハメド・アリ、同じくUFCの王者であるアンデウソン・シウバを挙げている。アンデウソン・シウバがミドル級王者であった当時、一階級上のライトヘビー級王者であったジョーンズとのスーパーファイトが期待されていたが、ジョーンズは「彼のことは尊敬しているから戦いたくない。最高のシナリオは、彼が引退後に俺の師匠になって、彼の元で学ぶことだ」と語っている[141]。
- 人生の中で会えずに後悔している人物としてモハメド・アリを挙げている。以前、ジョーンズはアリが主催するチャリティーディナーに招待され生前のアリと面会する機会を得たが、取り巻きから「アリはもう歳をとっており、君が想像するような男ではなくなっている。彼はもう（パーキンソン病の影響で）ほとんど動くことも話すこともできない」と言われたため招待を断ってしまったと明かしている[142]。
- ジョーンズの父親は「ジョンにとっての最大の敵はジョン自身なんだ。その気になれば何でもできる奴なんだけどね」と語っている[143]。
- 細身の体型であるが、デッドリフトを635ポンド（約290kg）、スクワットを500ポンド（約226kg）、ベンチプレスを350ポンド（約160kg）挙げることができる[144][145]。
- クリスチャンであり[146]、新約聖書にある言葉にちなんで「Phillippians 4:13」というタトゥーを右胸に彫っている[147]。また、オクタゴンに入る際には十字を切るパフォーマンスを行うことが多い。
- ジョーンズを始めジャクソン・ウィンクMMA所属の選手がよく使う関節蹴りについてAKA会長のハビアー・メンデスは「残念ながら今のMMAのルール上では全く問題にならない攻撃だけど、運が悪ければファイターのキャリアを終わらせる可能性があるとても危険なテクニックなんだ」と語っている[148]。また、過去にジョーンズと対戦経験のあるクイントン・"ランペイジ"・ジャクソンは「彼の関節蹴りの影響で、俺の膝はもう以前の状態ではなくなってしまった。彼は関節蹴りで相手を怪我させようとしている」と語っている[149]。
- 2013年にNIKEからジョーンズモデルのスニーカーが発売され、NIKEオンラインショップ分は2分以内ですべて完売した[150]。
- 2015年に経済専門誌フォーブスによる「30アンダー30」にスポーツ部門で選出された[151]。
- 2018年10月に、自身のボクシング挑戦について言及しており「2年間ボクシングのトレーニングのみに集中したら、ボクシングでも世界のトップクラスと戦える」と豪語している[152]。
- 2019年12月27日、アメリカの総合格闘技老舗サイトMMA Junkieが選定する『2010年代のMMAファイターTop 10』で1位に選ばれた[153]。
- UFC 135で、俳優のスティーヴン・セガールが試合前のジョーンズの控室を訪ねようとしたところ、ジョーンズはそれを拒否した。ジョーンズは後に「俺のトレーニングスタッフは一生懸命やってくれている。トレーニングスタッフ以外の誰かを俺たちの部屋に招き入れる事で、彼ら（トレーニングスタッフ）のことを軽蔑したくなかった」と釈明している[154]。
- 試合の際はオーソドックスとサウスポーの両構えであるが、私生活では左利きである[155]。
- かつて無名の選手であった時代に、UFC登竜門番組The Ultimate Fighterのトライアウトに参加したが、当時20歳であったジョーンズは規定年齢の21歳を満たしていなかったために不合格となったエピソードを持つ[156]。

## トラブル
2014年4月14日、インスタグラム上でスウェーデン人に対して、男性同性愛者への軽蔑的なスラングを意味する言葉を投稿し物議を醸した。これに対して、ジョーンズは自身のアカウントがハッキングされたと主張している。
2018年12月に行われたUFC 232の記者会見にて、スウェーデン人の女性記者から薬物検査に関する質問をされた際、ジョーンズは「座れ。誰かあいつからマイクを取り上げてくれ。より良い質問、より良いジャーナリズムをしろ。あれは本当の記者なのか？最悪なヤツだな。お前は誰だ？どこから来た？」等と発言し、物議を醸した。その後、UFC 232の試合後記者会見でジョーンズは「失礼な態度をとってしまい、心から申し訳なく思っている」と女性記者に対して謝罪し、女性記者はツイッターでジョーンズの勝利を祝福した。

## 戦績

### 総合格闘技
| 総合格闘技 戦績 | 総合格闘技 戦績 | 総合格闘技 戦績 | 総合格闘技 戦績 | 総合格闘技 戦績 | 総合格闘技 戦績 | 総合格闘技 戦績 |
| --------------- | --------------- | --------------- | --------------- | --------------- | --------------- | --------------- |
| 30 試合         | (T)KO           | 一本            | 判定            | その他          | 引き分け        | 無効試合        |
| 28 勝           | 11              | 7               | 10              | 0               | 0               | 1               |
| 1 敗            | 0               | 0               | 0               | 1               | 0               | 1               |

| 勝敗 | 対戦相手                             | 試合結果                                                   | 大会名                                                                | 開催年月日     |
| ○    | スティーペ・ミオシッチ               | 3R 4:29 TKO（ボディへの左スピニングバックキック→パウンド） | UFC 309: Jones vs. Mocic 【UFC世界ヘビー級タイトルマッチ】            | 2024年11月16日 |
| ○    | シリル・ガーヌ                       | 1R 2:04 ギロチンチョーク                                   | UFC 285: Jones vs. Gane 【UFC世界ヘビー級王座決定戦】                 | 2023年3月4日   |
| ○    | ドミニク・レイエス                   | 5分5R終了 判定3-0                                          | UFC 247: Jones vs. Reyes 【UFC世界ライトヘビー級タイトルマッチ】      | 2020年2月8日   |
| ○    | チアゴ・サントス                     | 5分5R終了 判定2-1                                          | UFC 239: Jones vs. Santos 【UFC世界ライトヘビー級タイトルマッチ】     | 2019年7月6日   |
| ○    | アンソニー・スミス                   | 5分5R終了 判定3-0                                          | UFC 235: Jones vs. Smith 【UFC世界ライトヘビー級タイトルマッチ】      | 2019年3月2日   |
| ○    | アレクサンダー・グスタフソン         | 3R 2:02 KO（パウンド）                                     | UFC 232: Jones vs. Gustafsson 2 【UFC世界ライトヘビー級王座決定戦】   | 2018年12月29日 |
| －   | ダニエル・コーミエ                   | ノーコンテスト（薬物検査失格）                             | UFC 214: Cormier vs. Jones 2 【UFC世界ライトヘビー級タイトルマッチ】  | 2017年7月29日  |
| ○    | オヴィンス・サンプルー               | 5分5R終了 判定3-0                                          | UFC 197: Jones vs. St. Preux 【UFC世界ライトヘビー級暫定王座決定戦】  | 2016年4月23日  |
| ○    | ダニエル・コーミエ                   | 5分5R終了 判定3-0                                          | UFC 182: Jones vs. Cormier 【UFC世界ライトヘビー級タイトルマッチ】    | 2015年1月3日   |
| ○    | グローバー・テイシェイラ             | 5分5R終了 判定3-0                                          | UFC 172: Jones vs. Teixeira 【UFC世界ライトヘビー級タイトルマッチ】   | 2014年4月26日  |
| ○    | アレクサンダー・グスタフソン         | 5分5R終了 判定3-0                                          | UFC 165: Jones vs. Gustafsson 【UFC世界ライトヘビー級タイトルマッチ】 | 2013年9月21日  |
| ○    | チェール・ソネン                     | 1R 4:33 TKO（パウンド）                                    | UFC 159: Jones vs. Sonnen 【UFC世界ライトヘビー級タイトルマッチ】     | 2013年4月27日  |
| ○    | ビクトー・ベウフォート               | 4R 0:54 アメリカーナ・アームロック                         | UFC 152: Jones vs. Belfort 【UFC世界ライトヘビー級タイトルマッチ】    | 2012年9月22日  |
| ○    | ラシャド・エヴァンス                 | 5分5R終了 判定3-0                                          | UFC 145: Jones vs. Evans 【UFC世界ライトヘビー級タイトルマッチ】      | 2012年4月21日  |
| ○    | リョート・マチダ                     | 2R 4:26 ギロチンチョーク                                   | UFC 140: Jones vs. Machida 【UFC世界ライトヘビー級タイトルマッチ】    | 2011年12月10日 |
| ○    | クイントン・"ランペイジ"・ジャクソン | 4R 1:14 リアネイキドチョーク                               | UFC 135: Jones vs. Rampage 【UFC世界ライトヘビー級タイトルマッチ】    | 2011年9月24日  |
| ○    | マウリシオ・ショーグン               | 3R 2:37 TKO（左ボディブロー→左膝蹴り）                     | UFC 128: Shogun vs. Jones 【UFC世界ライトヘビー級タイトルマッチ】     | 2011年3月19日  |
| ○    | ライアン・ベイダー                   | 2R 4:20 ギロチンチョーク                                   | UFC 126: Silva vs. Belfort                                            | 2011年2月5日   |
| ○    | ウラジミール・マティシェンコ         | 1R 1:52 TKO（グラウンドの肘打ち）                          | UFC Live: Jones vs. Matyushenko                                       | 2010年8月1日   |
| ○    | ブランドン・ヴェラ                   | 1R 3:19 TKO（パウンド）                                    | UFC on Versus: Vera vs. Jones                                         | 2010年3月21日  |
| ×    | マット・ハミル                       | 1R 4:14 失格（ジョーンズの垂直方向の肘打ち）               | The Ultimate Fighter 10 Finale                                        | 2009年12月5日  |
| ○    | ジェイク・オブライエン               | 2R 2:43 ギロチンチョーク                                   | UFC 100                                                               | 2009年7月11日  |
| ○    | ステファン・ボナー                   | 5分3R終了 判定3-0                                          | UFC 94: St-Pierre vs. Penn 2                                          | 2009年1月31日  |
| ○    | アンドレ・グスマォン                 | 5分3R終了 判定3-0                                          | UFC 87: Seek and Destroy                                              | 2008年8月9日   |
| ○    | モイシズ・ゲイビン                   | 2R 1:58 TKO（パンチ連打）                                  | Battle Cage Xtreme 5 【USKBAライトヘビー級王座決定戦】                | 2008年7月12日  |
| ○    | パーカー・ポーター                   | 1R 0:36 KO（パンチ）                                       | World Championship Fighting 3                                         | 2008年6月20日  |
| ○    | ライアン・ヴァーレット               | 1R 2:58 TKO（パンチ連打）                                  | United States Fight League: War in the Woods 3                        | 2008年5月9日   |
| ○    | アンソニー・ピナ                     | 1R 1:15 ギロチンチョーク                                   | Ice Fighter                                                           | 2008年4月25日  |
| ○    | カルロス・エドゥアルド               | 3R 0:24 KO（パンチ連打）                                   | Battle Cage Xtreme 4                                                  | 2008年4月19日  |
| ○    | ブラッド・バーナード                 | 1R 1:32 TKO（パンチ連打）                                  | Full Force Productions: Untamed 20                                    | 2008年4月12日  |

### グラップリング
| 勝敗 | 対戦相手           | 試合結果         | 大会名                            | 開催年月日     |
| ○    | ダン・ヘンダーソン | 1R 6:39 肩固め   | Submission Underground 2          | 2016年12月14日 |
| ○    | リッチ・オトゥール | ギロチンチョーク | NAGA Phoenix                      | 2016年10月15日 |
| ○    | ダン・ダウバート   | ギロチンチョーク | NAGA Phoenix                      | 2016年10月15日 |
| ○    | ダグ・フォルネ     | キムラロック     | Northeastern Grappler's Challenge | 2008年1月      |
| ○    | ダグ・フォルネ     | キムラロック     | Northeastern Grappler's Challenge | 2008年1月      |

## ペイ・パー・ビュー販売件数
| 開催年月日     | イベント                                                             | 販売件数  | 備考 |
| -------------- | -------------------------------------------------------------------- | --------- | ---- |
| 2019年3月2日   | UFC 235: ジョン・ジョーンズ vs. アンソニー・スミス                   | 65万件    |      |
| 2018年12月29日 | UFC 232: ジョン・ジョーンズ vs. アレクサンダー・グスタフソン ２      | 70万件    |      |
| 2017年7月30日  | UFC 214: ダニエル・コーミエ vs. ジョン・ジョーンズ ２                | 85万件    |      |
| 2016年4月23日  | UFC 197: ジョン・ジョーンズ vs. オヴィンス・サンプルー               | 32万2千件 |      |
| 2015年1月3日   | UFC 182: ジョン・ジョーンズ vs. ダニエル・コーミエ 1                 | 80万件    |      |
| 2014年4月26日  | UFC 172: ジョン・ジョーンズ vs. グローバー・テイシェイラ             | 35万件    |      |
| 2013年9月21日  | UFC 165: ジョン・ジョーンズ vs. アレクサンダー・グスタフソン 1       | 31万件    |      |
| 2013年4月27日  | UFC 159: ジョン・ジョーンズ vs. チェール・ソネン                     | 53万件    |      |
| 2012年9月22日  | UFC 152: ジョン・ジョーンズ vs. ビクトー・ベウフォート               | 45万件    |      |
| 2012年4月21日  | UFC 145: ジョン・ジョーンズ vs. ラシャド・エヴァンス                 | 70万件    |      |
| 2011年12月10日 | UFC 140: ジョン・ジョーンズ vs. リョート・マチダ                     | 48万件    |      |
| 2011年9月24日  | UFC 135: ジョン・ジョーンズ vs. クイントン・"ランペイジ"・ジャクソン | 52万件    |      |
| 2011年3月19日  | UFC 128: マウリシオ・ショーグン vs. ジョン・ジョーンズ               | 49万件    |      |

## 獲得タイトル
- レスリング NJCAA王者（2006年）
- USKBAライトヘビー級王座（2008年）
- 第12代UFC世界ライトヘビー級王座（2011年）
- UFC世界ライトヘビー級暫定王座（2016年）
- 第14代UFC世界ライトヘビー級王座（2018年）
- 第23代UFC世界ヘビー級王座（2023年）

## 表彰
- ブラジリアン柔術 青帯
- レスリング NJCAAオールアメリカン（1回）

- UFC
  - ファイト・オブ・ザ・ナイト（4回）
  - パフォーマンス・オブ・ザ・ナイト（3回）
  - ノックアウト・オブ・ザ・ナイト（1回）
  - サブミッション・オブ・ザ・ナイト（2回）
  - ファイト・オブ・ザ・イヤー（2013年）
- UFC殿堂
  - UFC殿堂入り（試合部門・UFC 165）
- ESPN
  - ファイター・オブ・ザ・イヤー（2011年）
  - ファイト・オブ・ザ・イヤー（2013年）
- FOXスポーツ
  - ファイト・オブ・ザ・イヤー（2013年）
- Yahoo! Sports
  - ファイト・オブ・ザ・イヤー（2013年）
- SHERDOG
  - ブレイクスルー・オブ・ザ・イヤー（2009年）
  - ファイター・オブ・ザ・イヤー（2011年）
  - ビートダウン・オブ・ザ・イヤー（2011年）
  - ファイト・オブ・ザ・イヤー（2013年）
  - ラウンド・オブ・ザ・イヤー（2013年）
  - SHERDOG 殿堂入り（2014年）
- 日刊バトル大賞 格闘技部門MVP（2013年）
- チャールズ・"マスク"・ルイス
  - ファイター・オブ・ザ・イヤー（2011年・2012年）
  - ブレイクスルー・オブ・ザ・イヤー（2010年）
  - ファイト・オブ・ザ・イヤー（2013年・UFC 165）

## 出演

### CM
- バドライト
- NIKE
- リーボック